# Mateo Flandro
Mateo Flandro o Matheus Flanders

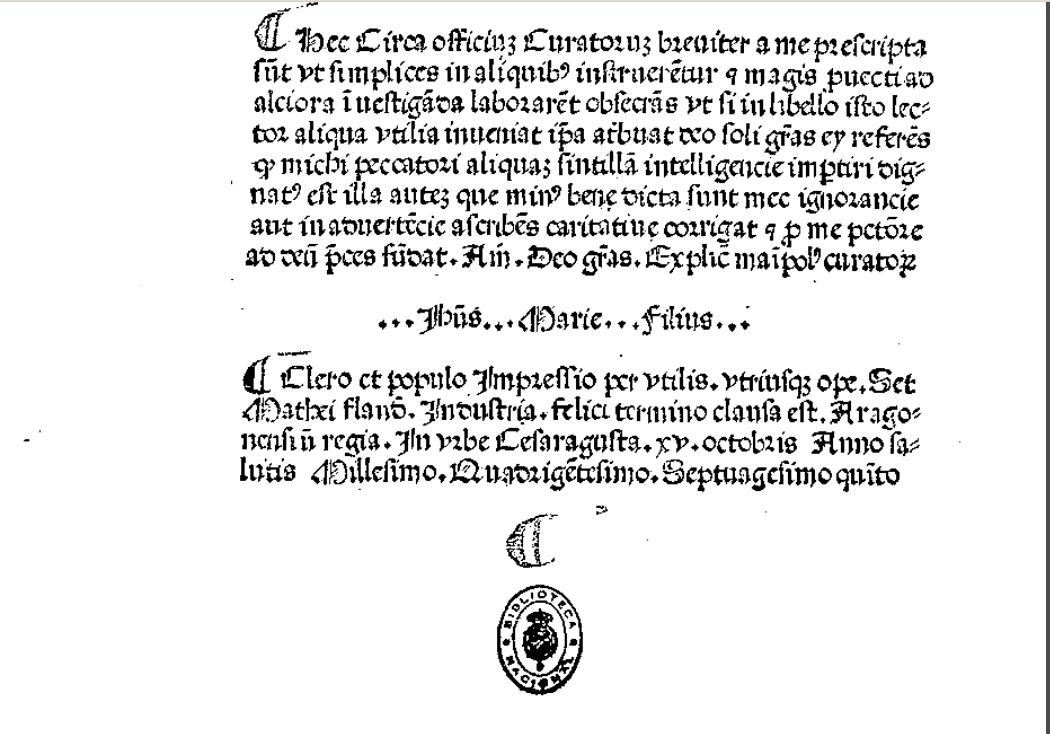
Mateo Flandro. Colofón Manipulus curatorum 1475

fue un impresor que imprimió el primer libro con colofón completo en España. El Manipulus curatorum, de Guido de Monte Rotherio, que también fue el primero completo en letra gótica.
No se conocen las circunstancias personales aparte de este colofón. Se supone que era alemán porque los primeros impresores españoles eran alemanes o flamenco y utilizara el patronímico como apellido. Algunos investigadores afirman que pudo morir en una epidemia de cólera tras la impresión de este libro y otros que publicó utilizando otro apellido.